# Susana Agüero

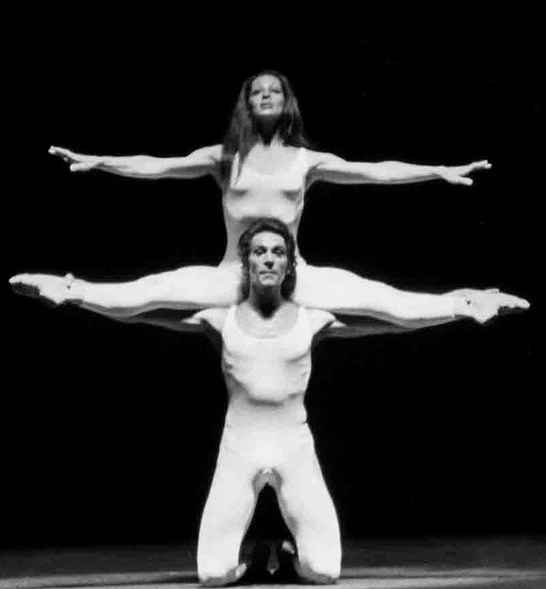
Bà (trên) cùng một người đàn ông thể hiện múa ba lê.

Susana Agüero (1944 – 26 tháng 3 năm 2012) là một vũ công ba lê người Argentina, người cũng nhảy trong các vở nhạc kịch và chương trình. Bà đảm nhận một số vai diễn hàng đầu và làm việc trong sáu năm ở Pháp.

## Tiểu sử
Agüero được sinh ra ở Buenos Aires. Bà được đào tạo tại Học viện Superior de Arte tại Teatro Colón (Nhà hát Columbus), là nhà hát opera chính của thủ đô. Các giáo viên của bà bao gồm Gema Castillo, Michel Borowsky, María Ruanova, Adolfo Andrade và Serge Golovine. Bà sớm trở thành một nghệ sĩ độc tấu. Trong số những vai diễn quan trọng nhất của bà là Odette trong Swan Lake và Lilac Fairy trong Người đẹp ngủ trong rừng. Bà cũng nhảy trong Chuyển động của Wolfgang Fortner và Suite của Serge Lifar. Bà đã biểu diễn như étoile cho vở ballet quốc gia Chile. Vào những năm 1970, bà trở thành nghệ sĩ độc tấu đầu tiên với vở Lyon Opera Ballet. Bà đã trải qua sáu năm ở Pháp trước khi trở về Argentina, vì thị lực kém nhưng vấn đề đã sớm được khắc phục. Bà cũng đã diễn xuất trong vở nhạc kịch A Chorus Line và trong chương trình Argentina La Botica del Ángel, thể hiện khả năng mở rộng tài năng của mình ngoài múa ballet cổ điển.
Ở Argentina, bà làm việc một lần nữa tại Teatro Colón ở Buenos Aires. Bà làm việc dưới thời Oscar Araiz, người dẫn dắt vũ đạo của họ. Nhà hát đặc biệt nhớ rằng vào năm 1978, bà đã thành công bước vào vai Hồ thiên nga vào phút cuối sau khi vũ công chính Maya Plisetskaya không xuất hiện.

## Đánh giá
Susana Agüero qua đời tại Buenos Aires vào ngày 26 tháng 3 năm 2012. "Bà ấy là Odette đầu tiên tôi từng trải qua", biên đạo múa Alejandro Cervera nhận xét. "Tôi nhớ bà ấy là một nữ diễn viên ba lê rất xinh đẹp và vô cùng quyến rũ và thú vị."  Bà tự nhận mình là một vũ công suốt đời. Vào lúc chết, Clareat của Teatro Colón đã đề cập đến điệu nhảy tuyệt vời, cá nhân hóa, sự linh hoạt của bà và khả năng sẵn sàng vi phạm các giới hạn của múa ba lê hàn lâm.